# Jennifer Cooke
Jennifer Cooke (ur. 19 września 1964 roku w Nowym Jorku) – aktorka amerykańska. W roku 1983 nominowano ją do Young Artist Award (Nagroda Młodych) za rolę Morgan Richards w soap-operze The Guiding Light. Jest żoną Mo Siegala. Obecnie pracuje w Celestial Seasonings

## Filmografia
- 1978 Daddy, I Don't Like It Like This jako Helen
- 1981–1983 The Guiding Light jako Morgan Richards
- 1984 Gimme an F jako Pam Bethlehem
- 1984–1985 V jako Elizabeth
- 1985 Covenant jako Alexandra Noble
- 1985 Autostopowicz (The Hitchhiker) jako Eleanor Shepard
- 1986 A Year in the Life jako Debbie Nesbit
- 1986 Piątek, trzynastego VI: Jason żyje (Friday the 13th – Part VI: Jason Lives) jako Megan Garris